# Partido de San Cayetano
San Cayetano es uno de los 135 partidos de la provincia de Buenos Aires, Argentina. Se encuentra en el extremo sur de la provincia. Su cabecera es la ciudad de San Cayetano, muy cerca de Tres Arroyos. Otra localidad de importancia es Balneario San Cayetano.

## Toponimia
Su nombre es homenaje y memoria a Victorio de la Canal, juez de paz y estanciero que dono tierras para la estación de ferrocarril , San Cayetano era el nombre de su estancia y por extensión la del pueblo, también fue cofundador de Necochea .

## Historia
Hubo varios intentos para lograr la autonomía comunal (de Necochea), el primer proyecto se presentó en 1928, pero habría que esperar hasta 1958, cuando el 4 de noviembre el entonces gobernador promulga la ley sancionada por la Legislatura el 24 de octubre, fecha que se toma para celebrar el Aniversario de la autonomía.

## Geografía

### Rutas de acceso
- Se accede al Partido de San Cayetano por RP 75 desde la RN 228 y desde la RN 3. También por la RP 85 de tierra, se accede desde RP 86.

- Surca el Partido de San Cayetano la RN 228 que une la ciudad de Necochea y Puerto Quequén con la ciudad de Tres Arroyos y en cuyo "km 58" nace la RP 75 en dirección noroeste que, pasando por la ciudad de San Cayetano, cabecera del partido, culmina en la RN 3 y ciudad de Adolfo Gonzales Chaves. También en la rotonda del "km 58" de la RN 228, en dirección sudoeste, nace la RP 72, pasando por Cristiano Muerto y Orense, se encuentra asfaltada hasta la localidad de San Francisco de Bellocq en el partido de Tres Arroyos, donde cruza la RP 73. En el "km 14", de la RP 72 se empalma el camino que conduce al balneario San Cayetano. En dirección este a oeste cruza el partido la RP 85, de tierra consolidada, la cual une a la ciudad de San Cayetano con Ochandio hacia el oeste y Defferrari, Lumb y Juan N. Fernández o Nicanor Olivera (estación La Dulce) ya en el partido de Necochea, hacia el este.

### Distancia de ciudades
- Capital Federal: 505 km por ruta, 431 km lineales.
- Mar del Plata: 231 km por RP 75, RN 228 y RP 88. La distancia lineal es de 184 km
- Necochea: 90 km por RP 75 y RN 228 y Puerto Quequén, 79 km lineales.
- Lobería: 92 km por carretera, 75 km lineales
- Tres Arroyos: 113 km por RP 75 Y RN 3, 65 km por RP 85 (sin pavimentar) y 58 km lineales.
- Bahía Blanca: 310 km por RP 75 Y RN 3, 235 km lineales.
- Tandil: 210 km por RP 75 + RN 3 + RP 74, 121 km lineales.
- Benito Juárez 125 km por RP 75+ RN 3, 78 km lineales.

### Ubicación geográfica y extensión
El partido de San Cayetano se halla ubicado al extremo centro sudeste de la provincia de Buenos Aires.
Tiene 275.750 ha de las cuales el 27 % corresponde a suelos de neta aptitud ganadero-agrícola, el 54 % a suelos de aptitud agrícola-ganadera, el 11 % a suelos de aptitud ganadero-agrícola y el 8 % restante de aptitud ganadera, lo que da una idea de que el partido es de buena calidad de suelos.
Su ubicación geográfica es 38°22′ lat sur; 59°30′ O de Greenwich.

#### Límites
Al este y nordeste con los Partidos de Necochea, al norte con el Adolfo González Chaves, al oeste con el de Tres Arroyos y al sur con el mar Argentino.

### Localidades del Partido
Población según censo 2010.
- San Cayetano 7.354 hab.
- Ochandío 51 hab.
- Balneario San Cayetano 28 hab.

#### Parajes

##### Cristiano Muerto
Toma su nombre del arroyo homónimo ubicado a 7 km al oeste de la Localidad. En diciembre de 1910 fue inaugurada la estación de FFCC Cristiano Muerto lo que favoreció el afincamiento de pobladores. De de los primeros negocios fue el almacén y posada de Felipe Lacoste. Actividades sociales y deportivas dieron origen al Football Club Sportivo Cristiano Muerto. Funciona en su ámbito la Escuela Nª 4 Ramón Santa Marina.

##### El Carretero
Paraje Rural, posee algunas viviendas, funciona un Almacén de ramos generales y la Escuela Nª 12 Almafuerte. Además existe una importante Planta de silos para almacenamiento de cereales.

##### Lumb
En octubre de 1908 se inaugura la estación de FFCC del mismo nombre, que recuerda al ciudadano inglés Eduardo Lumb, propulsor del FFCC en nuestro país, ello dio lugar a la formación de un pequeño núcleo poblacional. Años después se fundaba la Sociedad Deportiva Dinamarquesa Dannevirke. Funciona en el lugar la escuela Nª 44 Comandante Tomás Espora.

##### Deferrari
El topónimo evoca a Don Luis Deferrari, colonizador de tierras de la zona y dueño de los campos en que se levantó la estación de FFCC homónima, inaugurada en octubre de 1907. Hoy sólo quedan unos pocos pobladores en torno a la Escuela Nª3 Juan B. Azopardo.

### Economía
Sobre un total de 300.000 ha el 65% se destina a la agricultura y el resto a la ganadería. Los principales cultivos son: trigo, soja, girasol,  avena, cebada, maíz.
En cuanto a la ganadería, la explotación principal es la de vacunos de carne con predominio de la cría, recría y en algunos casos ciclos completos.

### Geografía física
Tiene una topografía de llanuras que presenta ligeras ondulaciones y algunas dunas, especialmente en la zona costera. El terreno resulta en general apto para la actividad agropecuaria, siendo excelente en su calidad en un 80% de su extensión. El suelo de color negro con buena cantidad de materia orgánica.
La altitud varía entre los 130 m s. n. m. y 90 m s. n. m. en su línea media de oeste a este.

### Clima
Es templado oceánico, con temperaturas de valor medio de 21 °C en verano y de 9,4 °C en invierno, con una media anual de 15,1 °C
El régimen de lluvias oscila entre 600 y 700 mm anuales. Los vientos predominan del sur (Costa Atlántica) en la época invernal, cambiando al norte en época estival.
En cuanto a las precipitaciones los meses más lluviosos son diciembre, enero y febrero, sin embargo el análisis hídrico paradójicamente indica que las sequías más prolongadas se dan en la misma época dada la evapotranspiración.

### Hidrografía
Seis arroyos cruzan el partido: Cristiano Muerto, Las Cortaderas, Zabala, Pescado Castigado, Arroyo Seco y Arroyo Mendoza, todos de poco caudal.
Existe además varias lagunas: La Gaviota, La Corina, La Salada Chica, Jorgensen, La Salada Grande, Lucero, La Salada, y La Maravilla, todas de poca extensión y profundidad.

#### Laguna Jorgensen
A 70 km de Energía. A 578 km de Buenos Aires por "autovía RP 2", rutas 88, 76 y desvío a Nicanor Olivera. A 190 km de Mar del Plata
- 87 ha; prof. de 1 m a 3 m
- Temporada de pesca: del 2 de diciembre al 31 de agosto. 30 piezas mayores a 25 cm por pescador y por día.
- Temporada de veda: del 1 de septiembre al 1 de diciembre. 20 piezas mayores a 25 cm por pescador y por día. Se permite en veda la pesca solo sábados, domingos y feriados.jorgensen.htm (enlace roto disponible en Internet Archive; véase el historial, la primera versión y la última).

#### Laguna La Corina
- A 21 km de San Cayetano (Buenos Aires). A 550 km de Buenos Aires por autovía 2, rutas 88, 228 y 75. A 235 km de Mar del Plata.
- De 80 ha
- Prof. media 1,5 m con picos de 2,5 m la corina s.c..htm (enlace roto disponible en Internet Archive; véase el historial, la primera versión y la última).

### Flora y fauna
Antes de proliferar los laboreos agrícolas, la mayor parte del suelo estaba cubierto por pajonales, cardales y brusquillas.Crecen en forma natural, tréboles, gramillas, juncos, malvas etc.
La fauna es propia de la zona de Pampa húmeda: patos espátulas, chimangos, gaviotas,
garzas, chajaes, gorriones, perdices, liebres, palomas torcazas y monteras, horneros, chingolos,
flamencos rosados, cisnes. Entre los mamíferos se cuentan:nutrias, vizcachas, zorros, zorrinos, y comadrejas.La fauna propia del litoral marítimo, incluye, gatuzo, pejerrey, corvina, pescadilla,
chucho, mero, raya y tiburón, entre otros.

## Demografía
Según los resultados definitivos del censo de 2022 la población del partido alcanza los 8.994 habitantes.

### Estructura
La población se encuentra repartida en 4 577 mujeres y 4 417 hombres, con un índice de masculinidad de 96,5 hombres por cada 100 mujeres. 
La edad mediana de la población es de 37 años (39 años entre las mujeres y 36 años entre los hombres).
El 16,9% de la población tiene más de 65 años (frente al 15,1% en 2010), y el 4,3% de la población tiene más de 80 años (frente al 4,0% en 2010)

### Salud y educación
El 70,4% de la población tiene al menos un tipo de cobertura de salud. 
Unas 2 474 personas asisten a algún tipo de establecimiento educativo de cualquier nivel y unas 1 008 personas tienen un título terciario o superior (11,2% sobre el total de la población). La tasa de alfabetización es del 99,3

### Migraciones
De las personas residentes en el partido, unas  870 (9,6% del total de población) nacieron en otra provincia, y unas  90 (1,0% del total de población) lo hicieron fuera del país, siendo los grupos de inmigrantes más numerosos los provenientes de:
- Paraguay: 19 personas
- Bolivia: 12 personas
- Venezuela: 8 personas
- España: 7 personas
- Chile: 6 personas

### Hogares
En el partido hay un total de 4 642 viviendas  y 3 541 hogares. 
En cuanto al régimen de tenencia y regularidad de la propiedad de las viviendas, el 60,4% es propia, el 19,5% es alquilada, el 11,9% es cedida o prestada, y el resto se encuentra en otra situación.
Sobre el total de hogares, 3 149 (88,9% del total) tiene acceso a red pública de agua corriente, 2 853 (80,5% del total) tiene desagüe y descarga a red pública cloacal, 2 786 (78,6% del total) tiene acceso a red pública de gas, y 2 751 (77,7% del total) tiene acceso a red de internet en la vivienda. 

## Turismo

### Balneario San Cayetano
El primer ciudadano en explorarlo fue Alfredo Gruber, que fabricó e instaló una casilla en la que vacacionaba con su familia. La ubicación del partido de San Cayetano, junto a la costa marítima, motivó a vecinos de la localidad, junto al ingeniero Horacio Sieber a formar un balneario y se tomó como punto inaugural de referencia la excursión que se realizó el 5 de febrero de 1969. Desde ese momento se estudió la tarea de fijación de dunas. Se plantaron miles de acacias, pinos y otras especies.
Debe su creación a la voluntad de la flia. Sáenz Rosas, quien en diciembre de 1968 dona las 200 ha con frente al mar donde hoy se emplaza la villa balnearia.
Situado al sudeste del partido del mismo nombre, entre dunas forestados, casas bajas y una frondosa vegetación. La vida en la villa se caracteriza por la tranquilidad, la paz y la pérdida de la noción del tiempo. A la villa Balnearia, ubicada a 75 km (a 40 km de la intersección de la ruta nacional 228 con la ruta provincial 75), se accede con facilidad a través de un camino entoscado, entre médanos y aguadas, bordeado por una frondosa vegetación que, a la par que fija los médanos, enmarca la belleza con que ha dotado la naturaleza este sector del Atlántico.
Posee amplias playas con pequeñas bahías, afloramientos rocosos y su cadena de médanos con un paisaje natural de singular belleza.
Más de 100 propiedades forman la villa balnearia de San Cayetano, con una construcción muy moderna e inmejorable plantación de árboles y plantas en calles y espacios libres. Las playas son de gran amplitud y representan un gran atractivo para los turistas que las visitan, sobre todo por su tranquilidad para pasar las vacaciones en familia. La gran atracción del balneario es, sin duda, la pesca.

#### Pesca
El Balneario San Cayetano cuenta con una playa de 28 km de extensión donde la actividad pesquera que se desarrolla es excelente, tanto desde la costa como embarcado.
La temporada comienza a fines de septiembre, en que aparece el pez gallo y los tiburones de buen tamaño. Ya a partir de esa fecha hacen su aparición la corvina rubia, rayas, chuchos y cazones, que permanecen durante toda la temporada estival. También se pueden encontrar especies como la corvina negra y el salmón de mar, piezas codiciadas por todo pescador.

#### Recreación
- Laguna “La Salada”: a unos 3 km del balneario, en el camino de ingreso por la RP 72, se encuentra la "Laguna Salada", lugar para la pesca de pejerrey. También hay una gran cantidad de cisnes, chajaes, teros, patos y otras especies.
- Estancia “La Pandorga”: a 8 km al este del balneario San Cayetano se encuentra dicha Estancia, establecimiento de 600 ha, con distintos atractivos, como bosques de pinos y médanos. La cercanía de la misma con el Mar Argentino permite la práctica de windsurf, jet ski y remo. También cuenta entre sus atracciones gran variedad de aves como cisnes blancos, flamencos, espátulas rosadas, teros reales, chajaes, lechuzas, bandurrias, etc.

## Intendentes del municipio desde 1983
| Intendente                | Mandato                                           | Partido |
| Juan Carlos Marlats       | 10 de diciembre de 1983 - 10 de diciembre de 1987 | UCR     |
| Tomás Arnaldo Visciarelli | 10 de diciembre de 1987 - 10 de diciembre de 1999 | PJ      |
| Miguel Ángel Stornini     | 10 de diciembre de 1999 - 10 de diciembre de 2007 | PJ      |
| Miguel Ángel Gargaglione  | 10 de diciembre de 2007 - al presente             | UCR     |